# Laxatjärnen (Töllsjö socken, Västergötland, 641057-131293)
Laxatjärnen är en sjö i Bollebygds kommun i Västergötland och ingår i Rolfsåns huvudavrinningsområde.